# 대한민국 민법 제1058조
대한민국 민법 제1058조는 상속재산의 국가귀속에 대한 대한민국 민법 조문이다.

## 조문
제1058조 (상속재산의 국가귀속): ①제1057조의2의 규정에 의하여 분여(分與)되지 아니한 때에는 상속재산은 국가에 귀속한다.  <개정 2005. 3. 31.>
②제1055조제2항의 규정은 제1항의 경우에 준용한다.  <개정 2005. 3. 31.>

## 판례
- 서울중앙지방법원 2023. 2. 2. 선고 2022나8770 판결
- 헌법재판소 2020. 2. 27. 선고 2018헌가11 전원재판부 결정
- 수원지방법원 평택지원 2019. 8. 22. 선고 2019가단51343 판결